# Imperium (Rom)
I antikkens Rom var imperium en betegnelse for den autoritet, som en borger besad med hensyn til at kontrollere en militær eller regeringsenhed. Det adskiller sig fra auctoritas og potestas, som var forskellige og generelt lavere former for magt i den romerske republik og kejserriget. En persons imperium kunne være over en specifik militær enhed, eller det kunne være over en provins eller et territorium.
Individer med sådan magt blev blev omtalt som curule magistrater eller promagistrater. Dette omfattede curule ædil, prætorer, konsuler, magister equitum og diktatorer. Generelt set kan imperium betragtes som omfanget af en persons magt og kunne omfatte alt, såsom eksempelvis offentlige embeder, handel, politisk indflydelse eller rigdom.
Imperium betød oprindeligt absolut eller kongelig magt, hvilket dog blev noget begrænset under den romerske republik af kollegialitetsprincippet og magistrater, herunder ligeledes af retten til at appellere – eller provocatio – fra borgernes side. I den romerske republiks litteratur og epigrafi var en imperator således en magistrat med imperium. Dog forblev imperium absolut i hæren, og imperatorens (hærførerens) magt til at straffe forblev uindskrænket. En person med imperium (en imperator) havde i den romerske republik i princippet absolut beføjelse til at anvende loven inden for rammerne af hans embede som magistrat eller promagistrat. Der kunne dog enten nedlægges veto mod hans handlinger eller handlingerne kunne blive underkendt af en magistrat eller promagistrat, der havde samme magt (f.eks. en medkonsul), eller af en person hvis imperium overgik hans – det vil sige en med imperium maius (større imperium) – eller af en folketribun.
Imperium maius blev senere et kendetegn for den romerske kejser. Titlen imperator blev ligeledes eksklusivt båret af kejseren, som leder af de væbnede styrker. Faktisk er det latinske ord imperator roden til det engelske ord emperor.

## Etymologi
Ordet imperium kommer fra det latinske ord imperō (som kan oversættes “at befale”).